# Patrona de Chiclana de la Frontera
La Patrona de Chiclana de la Frontera es la Virgen de los Remedios, que procesiona cada 8 de septiembre por las calles de dicha ciudad. La imagen de la Virgen de los Remedios se encuentra en la Parroquia de la Santísima Trinidad, templo del siglo XVII, aunque la imagen fue encontrada en el siglo XVI por unos pastores en un lugar conocido como Los Palmaretes, donde actualmente se ubica la avenida de los Palmaretes. Hoy día, en este lugar se ubica el monumento a la Patrona de Chiclana, por ser el lugar donde se encontró la imagen de la Virgen.

## Historia
El origen del culto público a Ntra. Sra. de los Remedios data, según la tradición, desde mediados del siglo décimo quinto. Es una de tantas imágenes medievales, que la piedad de los fieles ocultaría cuidadosamente, para librarla de las profanaciones de los moriscos. Una leyenda muy antigua nos refiere lo siguiente: En un lugar, conocido con el nombre de “Los Palmaretes”, distante medio kilómetro de la villa, se encontraba un pastorcillo, gobernando pacíficamente su rebaño, y, guiado por una luz resplandeciente, que brillaba sobre una palma, vio lleno de asombro aparecer en aquel mismo lugar la pequeñita y peregrina imagen, que en solemne procesión fue conducida a la Iglesia del antiguo Hospital de la Cofradía de San Martín (actual calle Convento). A partir de 1577 se establece en aquel antiguo Hospital la comunidad de frailes Agustinos Ermitaños. Estos ciñeron su cintura con la sagrada correa, distintivo de la Orden de Agustinos, y fueron desde entonces propulsores y pregoneros de su devoción y culto. Se narran algunos prodigios obrados por la Santísima Virgen de los Remedios. Recibe esta advocación por la relación que los gobernantes de la ciudad, en el año 1738, creyeron advertir entre el comienzo de las lluvias, después de una larga sequía, y unas rogatorias realizadas, después de haber sido practicadas a otros iconos religiosos sin el efecto esperado.
El 12 de julio de 1916 y tras las gestiones llevadas a cabo por el virtuoso sacerdote chiclanero don Francisco Fernández Caro, conocido popularmente como el Padre Caro, el Papa Benedicto XV decreta el nombramiento de Patrona Principal de la ciudad de Chiclana de la Frontera a Nuestra Señora de los Remedios, y con tal motivo se organizan durante aquel verano diversos cultos y actividades culturales extraordinarias.
El 12 de julio de 1991, con motivo de conmemorarse el 75 aniversario del nombramiento de Ntra. Sra. de los Remedios como Patrona de la ciudad, tuvo lugar Solemne Función Religiosa y Salida en Procesión Extraordinaria de la Bendita Imagen por las calles de su feligresía